# RFX6
RFX6‏ (Regulatory factor X6) هوَ بروتين يُشَفر بواسطة جين RFX6 في الإنسان.